# 대구산격초등학교
대구산격초등학교는 대한민국 대구광역시 북구 산격동에 있는 초등학교다.

## 연혁
- 1962년 4월 12일 설립인가
- 1963년 10월 17일 대구산격국민학교 개교
- 1996년 3월 1일 대구산격초등학교로 교명 변경
- 2002년 2월 25일 학교 시설 현대화 시범학교 준공
- 2006년 9월 1일 민간참여 컴퓨터실 개소
- 2006년 9월 1일 방과후학교 보육반 개소 및 어린이 보호구역 설치
- 2009년 8월 28일 별관 현대화사업 완공
- 2010년 7월 30일 과학실험실 현대화사업
- 2010년 9월 10일 유치원 야외 놀이장 구축
- 2010년 9월 30일 영어체험센터(2실) 구축
- 2011년 2월 12일 강당 조명등 교체
- 2011년 8월 29일 복지실, 상담실(Wee 클래스) 구축
- 2013년 1월 18일 전 교실 바닥 샌딩 공사 완공
- 2014년 3월 20일 초등돌봄교실(예다움2) 증축
- 2015년 2월 16일 방송실 현대화 사업 완공
- 2015년 2월 27일 교문 공사 완공
- 2017년 3월 1일 대동초등학교·산격초등학교 통합
- 2017년 3월 1일 25학급(특수 2학급) 편성, 유치원 2학급(방과후과정 2학급) 편성
- 2017년 7월 12일 학교 환경 개선 사업(~2018.02.16)
- 2018년 2월 9일 제52회 졸업(졸업생 17,887명)
- 2018년 3월 1일 제24대 박춘희 교장 취임
- 2018년 3월 1일 24학급(특수 2학급) 편성

## 참고 자료
- 대구산격초등학교 - 한국교육학술정보원 학교알리미